# A Diósgyőri VTK 2011–2012-es szezonja
A Diósgyőri VTK 2011–2012-es szezonja 2011 júniusában kezdődött és 2012 májusában ért véget, mely összességében a 46. idénye a csapatnak a magyar első osztályban. A klub fennállásának ekkor volt a 101. évfordulója. A Diósgyőri VTK mivel megnyerte a 2010-2011-es másodosztályú labdarúgó-bajnokság keleti csoportját ezért újra az NBI-ben folytatta.

## Átigazolások

### Átigazolások 2011. nyarán
| Érkezett           |                                          |
| Francisco Gallardo | Huesca                                   |
| l´Imam Seydi       | FK Bodva Moldava nad Bodvou              |
| Enrique Carreño    | Associação Académica de Coimbra – O.A.F. |
| Takács Péter       | Lombard Pápa                             |
| Távozott           |                                          |
| Granát Balázs      | [ 6 ]                                    |

## Játékoskeret
| No. |         | Poszt | Játékos               |
| --- | ------- | ----- | --------------------- |
| 1   | horvát  | K     | Ivan Radoš            |
| 83  | magyar  | K     | Tajti Norbert         |
| 2   | szerb   | V     | Savo Raković          |
| 3   | magyar  | V     | Kovács Zsolt          |
| 5   | horvát  | V     | Igor Gal              |
| 6   | magyar  | V     | Gohér Gergő           |
| 14  | magyar  | V     | Nagy Tamás            |
| 17  | magyar  | V     | Budovinszky Krisztián |
| 23  | magyar  | V     | Vadász Viktor         |
| 7   | magyar  | KP    | Szabó Péter           |
| 8   | bolívia | KP    | Vicente Arze          |
| ##  | spanyol | KP    | Francisco Gallardo    |

| No. |         | Poszt | Játékos              |
| --- | ------- | ----- | -------------------- |
| 10  | kamerun | KP    | Mohamadou Abdouraman |
| 16  | magyar  | KP    | Halgas Tibor         |
| 37  | magyar  | KP    | Illés Richárd        |
| 77  | spanyol | KP    | José Luque           |
| 79  | magyar  | KP    | Lippai Ákos          |
| 91  | magyar  | KP    | Bogáti Péter         |
| 99  | magyar  | KP    | Dobod Attila         |
| 11  | magyar  | CS    | Granát Balázs        |
| 24  | magyar  | CS    | Pál Szabolcs         |
| 70  | magyar  | CS    | Faggyas Milán        |
| 92  | magyar  | CS    | Bacsa Patrik         |

 megjegyzés Az adatok 2011. június 17-i állapotnak megfelelőek. Forrás

## Statisztikák
Utolsó elszámolt mérkőzés dátuma: 2012. május 26.

### Mérkőzések
| Lejátszott mérkőzések száma        | 42 (30 OTP Bank Liga, 4 Magyar kupa, 8 Ligakupa)       |
| Győzelmek száma                    | 17 (13 OTP Bank Liga, 1 Magyar kupa, 3 Ligakupa)       |
| Döntetlenek száma                  | 7 (4 OTP Bank Liga, 2 Magyar kupa, 1 Ligakupa)         |
| Vereségek száma                    | 18 (13 OTP Bank Liga, 1 Magyar kupa, 4 Ligakupa)       |
| Szerzett gólok száma               | 60                                                     |
| Kapott gólok száma                 | 58                                                     |
| Gólkülönbség                       | +2                                                     |
| Sárga lapok                        | 79                                                     |
| Kiállítások                        | 8                                                      |
| Legtöbbet figyelmeztetett játékos  | Mohamadou Abdouraman (10 , 0 )                         |
| Legnagyobb arányú győzelem         | Diósgyőr 4–0 Mezőkövesd-Zsóry (2011. 09. 07.)          |
| Legnagyobb arányú győzelem         | Diósgyőr 4–0 Pécsi MFC (2011. 10. 15.)                 |
| Legnagyobb arányú vereség          | Debreceni VSC 5–0 Diósgyőr (2011. 10. 02.)             |
| Legmagasabb hazai nézőszám         | 11 000 néző, Diósgyőr 2–3 Ferencváros (2011. 11. 27.)  |
| Legalacsonyabb hazai nézőszám      | 1 500 néző, Diósgyőr 0–1 Debreceni VSC (2011. 11. 16.) |
| Legtöbbször pályára lépett játékos | L´Imam Seydi (39 mérkőzés)                             |
| Házi gólkirály                     | José Luque (11 )                                       |
| Pontok                             | 58/126 (46,03%)                                        |

### Kiírások
| Kiírás        | Statisztikák | Statisztikák | Statisztikák | Statisztikák | Statisztikák | Statisztikák | Kezdő forduló | Végső forduló/ helyezés | Mérkőzések dátumai | Mérkőzések dátumai |
| Kiírás        | M            | GY           | D            | V            | LG–KG        | GK           | Kezdő forduló | Végső forduló/ helyezés | Első               | Utolsó             |
| ------------- | ------------ | ------------ | ------------ | ------------ | ------------ | ------------ | ------------- | ----------------------- | ------------------ | ------------------ |
| OTP Bank Liga | 30           | 13           | 4            | 13           | 42–43        | –1           | —             |                         | 2011. 07. 16.      | 2012. 05. 26.      |
| Magyar kupa   | 4            | 2            | 1            | 1            | 10–8         | +2           | 3. forduló    | 5. forduló              | 2011. 09. 21.      | 2011. 12. 03.      |
| Ligakupa      | 8            | 3            | 1            | 4            | 12–9         | +3           | Csoportkör    | Negyeddöntő             | 2011. 08. 31.      | 2012. 03. 07.      |

## Edzőmérkőzések
| Színmagyarázat | Színmagyarázat |
| -------------- | -------------- |
|                | Győzelem.      |
|                | Döntetlen.     |
|                | Vereség.       |

### Nyári edzőmérkőzések
| 2011. június 25. 18:00 |

| Diósgyőr | 0 - 1   | Rimavská Sobota |
| -------- | ------- | --------------- |
|          | (0 - 1) | Škrobák 33'     |

| DVTK-stadion, Diósgyőr Nézőszám: 800 Játékvezető: Branislav Mráz (szlovák) |

| 2011. július 1. 18:00 |

| SC-ESV Parndorf 1919 | 2 - 2       | Diósgyőr             |
| -------------------- | ----------- | -------------------- |
| Arze 13' Seydi 65'   | Jegyzőkönyv | Jailson 5' Chlup 38' |

| Pándorfalui stadion, Pándorfalu Nézőszám: 100 |

| 2011. július 5. 18:00 |

| TSV Hartberg | 4 - 1               | Diósgyőr                                  |
| ------------ | ------------------- | ----------------------------------------- |
| Luque 85'    | (0 - 0) Jegyzőkönyv | Ratković 51' 70' Kozisnik 53' Schober 57' |

| Hartberg Stadion, Hartberg Nézőszám: 250 |

| 2011. július 9. 19:00 |

| Diósgyőr                 | 3 - 3               | 1. FC Tatran Prešov            |
| ------------------------ | ------------------- | ------------------------------ |
| Lippai 27' 53' Seydi 57' | (1 - 0) Jegyzőkönyv | Piter-Bučko 79' 86' Petráš 83' |

| DVTK-stadion, Diósgyőr Nézőszám: 600 Játékvezető: Radványi Ádám (magyar) |

### Téli edzőmérkőzések
| 2012. január 21. |

| Diósgyőr  | 1 – 0               | Kazincbarcikai SC |
| --------- | ------------------- | ----------------- |
| Bacsa 89' | (0 – 0) Jegyzőkönyv |                   |

| DVTK-stadion, Miskolc Nézőszám: 1 500 Játékvezető: Nagy Róbert (magyar) |

| 2012. január 27. |

| Diósgyőr          | 3 – 0               | MŠK Rimavská Sobota |
| ----------------- | ------------------- | ------------------- |
| Tisza 58' 74' 88' | (0 – 0) Jegyzőkönyv |                     |

| DVTK-stadion, Miskolc |

| 2012. január 28. |

| Mezőkövesd-Zsóry SE | 2 – 3               | Diósgyőr            |
| ------------------- | ------------------- | ------------------- |
| Vámosi Olasz        | (1 – 1) Jegyzőkönyv | Dobos Vadász Bogáti |

| Városi stadion (Mezőkövesd), Mezőkövesd Nézőszám: 200 Játékvezető: Demeter J. (magyar) |

| 2012. január 31. |

| MTK Budapest  | 2 – 1               | Diósgyőr             |
| ------------- | ------------------- | -------------------- |
| Frank 85' 90' | (0 – 0) Jegyzőkönyv | Luque 67' (11-esből) |

| Promontor utcai stadion, Budafok Nézőszám: 100 Játékvezető: Antal Sz. (magyar) |

| 2012. február 1. |

| Diósgyőr | 1 – 0               | Mezőkövesd-Zsóry SE |
| -------- | ------------------- | ------------------- |
| Arze 86' | (0 – 0) Jegyzőkönyv |                     |

| DVTK-stadion, Miskolc Nézőszám: 200 Játékvezető: Nagy Róbert (magyar) |

| 2012. február 3. |

| Diósgyőr                          | 5 – 2               | Balmazújvárosi FC |
| --------------------------------- | ------------------- | ----------------- |
| Seydi Arze Bacsa Menougong Vadász | (1 – 1) Jegyzőkönyv |                   |

| DVTK-stadion, Miskolc |

| 2012. február 8. |

| Diósgyőr     | 1 – 1               | KS Cracovia Kraków |
| ------------ | ------------------- | ------------------ |
| Gallardo 85' | (0 – 1) Jegyzőkönyv |                    |

| Belek, Törökország |

| 2012. február 9. |

| Diósgyőr  | 1 – 0               | FK Shkëndija |
| --------- | ------------------- | ------------ |
| Bogáti 7' | (1 – 0) Jegyzőkönyv |              |

| Belek, Törökország |

| 2012. február 11. |

| Diósgyőr | 0 – 2               | FK Vojvodina          |
| -------- | ------------------- | --------------------- |
|          | (0 – 2) Jegyzőkönyv | Appiah 32' (11-esből) |

| Belek, Törökország |

| 2012. február 12. |

| Diósgyőr                | 3 – 2               | PFC Botev Plovdiv |
| ----------------------- | ------------------- | ----------------- |
| Arze 7' 90+2' Seydi 74' | (1 – 1) Jegyzőkönyv |                   |

| Belek, Törökország |

| 2012. február 15. |

| Diósgyőr    | 2 – 2               | FC KAMAZ Naberezhnye Chelny |
| ----------- | ------------------- | --------------------------- |
| Seydi Luque | (0 – 2) Jegyzőkönyv |                             |

| Belek, Törökország |

| 2012. február 16. |

| Diósgyőr              | 4 – 4               | CS Concordia Chiajna |
| --------------------- | ------------------- | -------------------- |
| Seydi Fernando Lippai | (2 – 3) Jegyzőkönyv | Rocha Filip Munteanu |

| Belek, Törökország |

## Magyar labdarúgó-bajnokság

### Őszi szezon
| 1. forduló 2011. július 16. 17:30 |

| Diósgyőr                                                 | 4 – 1                         | Zalaegerszegi TE                                            |
| -------------------------------------------------------- | ----------------------------- | ----------------------------------------------------------- |
| Seydi 28' 45' 10' Luque 42' 42' Gohér 89' Abdouraman 52' | (3 – 0) Jegyzőkönyv Részletek | Varga 86' 72' Stanisavljević 53' Rajcomar 78' Bulatović 82′ |

| DVTK-stadion, Miskolc Nézőszám: 7 000 Játékvezető: Vad István (magyar) Asszisztensek: Ring György Szpisják Zsolt |

| 2. forduló 2011. július 24. 18:00 |

| Ferencváros                     | 1 – 1                         | Diósgyőr                                                    |
| ------------------------------- | ----------------------------- | ----------------------------------------------------------- |
| Abdi 4' Andrézinho 66' Grúz 67' | (1 – 0) Jegyzőkönyv Részletek | Luque 69' Abdouraman 28' Gallardo 38′ Menougong 58' Pál 84′ |

| Albert Flórián Stadion, Budapest Nézőszám: 6 700 Játékvezető: Miquel Álvaro García (chilei) Asszisztensek: Viszokai László Farkas Balázs |

| 3. forduló 2011. július 31. 16:00 |

| Diósgyőr                  | 1 – 2                         | Kecskeméti TE                                           |
| ------------------------- | ----------------------------- | ------------------------------------------------------- |
| Budovinszky 28' Gohér 44′ | (1 – 1) Jegyzőkönyv Részletek | Tököli 30' Dosso 89' Balogh 37' Čukić 59' Ribánszki 86' |

| DVTK-stadion, Miskolc Nézőszám: 6 000 Játékvezető: Farkas Ádám (magyar) Asszisztensek: Kelemen Attila Tóth István |

| 4. forduló 2011. augusztus 6. 20:00 |

| Videoton             | 2 – 0                         | Diósgyőr |
| -------------------- | ----------------------------- | -------- |
| Alves 21' Álvaro 89' | (1 – 0) Jegyzőkönyv Részletek |          |

| Sóstói Stadion, Székesfehérvár Nézőszám: 4 085 Játékvezető: Solymosi Péter (magyar) Asszisztensek: Tóth Vencel Horváth Róbert |

| 5. forduló 2011. augusztus 13. 19:00 |

| Diósgyőr                                                      | 2 – 0                         | Lombard Pápa                      |
| ------------------------------------------------------------- | ----------------------------- | --------------------------------- |
| Budovinszky 47' Seydi 78' 61' Vadász 50' Luque 61′ Takács 67' | (1 – 0) Jegyzőkönyv Részletek | Tóth 40′ Ganugrava 61' Farkas 76' |

| DVTK-stadion, Miskolc Nézőszám: 6 000 Játékvezető: Veizer Roland (magyar) Asszisztensek: Berettyán Péter Medovarszki János |

| 6. forduló 2011. augusztus 21. 16:00 |

| Újpest    | 1 – 1                         | Diósgyőr                  |
| --------- | ----------------------------- | ------------------------- |
| Kabát 51' | (0 – 0) Jegyzőkönyv Részletek | Seydi 68' Budovinszky 85' |

| Szusza Ferenc Stadion, Budapest Nézőszám: 3 500 Játékvezető: Kovács Zoltán (magyar) Asszisztensek: Albert István Szalai Dániel |

| 7. forduló 2011. augusztus 27. 15:00 |

| Diósgyőr                             | 2 – 1                         | BFC Siófok                                   |
| ------------------------------------ | ----------------------------- | -------------------------------------------- |
| Menougong 54' Luque 80' Gallardo 49' | (0 – 1) Jegyzőkönyv Részletek | Melczer 18' (11-esből) Fejes 47' Kecskés 68' |

| DVTK-stadion, Miskolc Nézőszám: 5 000 Játékvezető: Böcskei Balázs (magyar) Asszisztensek: Forgács Attila Tóth István |

| 8. forduló 2011. szeptember 11. 16:00 |

| Paksi FC                         | 1 – 1                         | Diósgyőr                                    |
| -------------------------------- | ----------------------------- | ------------------------------------------- |
| Montvai 78' Vayer 59' Sifter 85′ | (0 – 0) Jegyzőkönyv Részletek | Budovinszky 86' Nagy 63' Arze 69' Radoš 77′ |

| Fehérvári úti stadion, Paks Nézőszám: 1 500 Játékvezető: Takács János (magyar) Asszisztensek: Tóth Lajos Farkas Balázs |

| 9. forduló 2011. szeptember 16. 18:00 |

| Diósgyőr                           | 2 – 1                         | Kaposvári Rákóczi     |
| ---------------------------------- | ----------------------------- | --------------------- |
| Lippai 11' Arze 52' Abdouraman 32' | (1 – 0) Jegyzőkönyv Részletek | Perić 66' Jánvári 64' |

| DVTK-stadion, Miskolc Nézőszám: 6 500 Játékvezető: Oláh Gábor (magyar) Asszisztensek: Berettyán Péter Horváth Róbert |

| 10. forduló 2011. szeptember 25. 18:00 |

| Diósgyőr                                    | 2 – 0                         | Győri ETO                                  |
| ------------------------------------------- | ----------------------------- | ------------------------------------------ |
| Luque 16' (11-esből) Seydi 60' Gallardo 30' | (1 – 0) Jegyzőkönyv Részletek | Völgyi 26' Đorđević Stanišić 44' Babić 65' |

| DVTK-stadion, Miskolc Nézőszám: 8 000 Játékvezető: Szilasi Szabolcs (magyar) Asszisztensek: Szpisják Zsolt Viszokai László |

| 11. forduló 2011. október 2. 16:00 |

| Debreceni VSC                                      | 5 – 0                         | Diósgyőr       |
| -------------------------------------------------- | ----------------------------- | -------------- |
| Bódi 22' Coulibaly 24' 40' Nikolić 65' Kulcsár 67' | (3 – 0) Jegyzőkönyv Részletek | Abdouraman 89' |

| Oláh Gábor utcai stadion, Debrecen Nézőszám: 8 000 Játékvezető: Iványi Zoltán (magyar) Asszisztensek: Albert István Medovarszki János |

| 12. forduló 2011. október 15. 18:00 |

| Diósgyőr                                                                  | 4 – 0                         | Pécsi MFC                        |
| ------------------------------------------------------------------------- | ----------------------------- | -------------------------------- |
| Budovinszky 26' 42' Tisza 36' 73' Gallardo 51' Abdouraman 69' Raković 89' | (2 – 0) Jegyzőkönyv Részletek | Pintér 23' Petrók 29' Bajzát 88' |

| DVTK-stadion, Miskolc Nézőszám: 10 000 Játékvezető: Veizer Roland (magyar) Asszisztensek: Kelemen Attila Tóth István |

| 13. forduló 2011. október 21. 18:00 |

| Budapest Honvéd                     | 2 – 1                         | Diósgyőr                                   |
| ----------------------------------- | ----------------------------- | ------------------------------------------ |
| Torghelle 22' Abass 80' Délczeg 65' | (1 – 1) Jegyzőkönyv Részletek | Gallardo 17' Raković 71' Budovinszky 90+2' |

| Bozsik József Stadion, Budapest Nézőszám: 2 500 Játékvezető: Szabó Zsolt (magyar) Asszisztensek: Lémon Oszkár Takács Gábor |

| 14. forduló 2011. október 28. 18:00 |

| Diósgyőr            | 1 – 0                         | Haladás                             |
| ------------------- | ----------------------------- | ----------------------------------- |
| Luque 43' Gohér 20' | (1 – 0) Jegyzőkönyv Részletek | Kenesei 28' Halmosi 39' Vujović 82' |

| DVTK-stadion, Miskolc Nézőszám: 9 000 Játékvezető: Böcskei Balázs (magyar) Asszisztensek: Vámos Tibor Tóth István |

| 15. forduló 2011. november 5. 15:00 |

| Vasas                                                           | 2 – 3                         | Diósgyőr                                                                  |
| --------------------------------------------------------------- | ----------------------------- | ------------------------------------------------------------------------- |
| Kulcsár 61' 23' Katona 86' Farkas 28' Gáspár 44' Mehmedagić 70' | (0 – 2) Jegyzőkönyv Részletek | Budovinszky 17' Abdouraman 25' 28' Seydi 88' Tisza 33' Arze 48' Luque 88' |

| Illovszky Rudolf Stadion, Budapest Nézőszám: 1 500 Játékvezető: Kovács Zoltán (magyar) Asszisztensek: Viszokai László Szalai Dániel |

| 16. forduló 2011. november 19. 16:00 |

| Zalaegerszegi TE                              | 1 – 1                         | Diósgyőr                                                                  |
| --------------------------------------------- | ----------------------------- | ------------------------------------------------------------------------- |
| Kocsárdi 54' (11-esből) 42' Máté 57' Méyé 63' | (0 – 1) Jegyzőkönyv Részletek | Luque 43' (11-esből) Abdouraman 39' Takács 45' Vadász 53' Budovinszky 59' |

| ZTE Aréna, Zalaegerszeg Nézőszám: 1 500 Játékvezető: Takács János (magyar) Asszisztensek: L. Tóth Lajos Huszár Balázs |

| 17. forduló 2011. november 27. 18:00 |

| Diósgyőr                                          | 2 – 3                         | Ferencváros                                             |
| ------------------------------------------------- | ----------------------------- | ------------------------------------------------------- |
| Seydi 16' 17' Luque 38' Vadász 47' Abdouraman 83' | (2 – 1) Jegyzőkönyv Részletek | Somalia 23' 58' Pölöskey 52' 55' Jovanović 48' Abdi 85′ |

| DVTK-stadion, Miskolc Nézőszám: 11 000 Játékvezető: Solymosi Péter (magyar) Asszisztensek: Tóth István Berettyán Péter |

### Tavaszi szezon
| 18. forduló 2012. március 4. 16:00 |

| Kecskeméti TE                                            | 1 – 0                         | Diósgyőr               |
| -------------------------------------------------------- | ----------------------------- | ---------------------- |
| Tököli 2' (11-esből) Savić 18' Alempijević 39' Varga 60' | (1 – 0) Jegyzőkönyv Részletek | Radoš 1' Abdouraman 9' |

| Széktói Stadion, Kecskemét Nézőszám: 4 000 Játékvezető: Kassai Viktor (magyar) |

| 19. forduló 2012. március 11. 18:00 |

| Diósgyőr   | 0 – 2                         | Videoton                                                                          |
| ---------- | ----------------------------- | --------------------------------------------------------------------------------- |
| Sekour 12' | (0 – 1) Jegyzőkönyv Részletek | Vinícius 3' Nikolics Nemanja 73' Szolnoki 34' Walter Lee 85' Brachi 88′ Vaskó 90' |

| DVTK-stadion, Miskolc Nézőszám: 8000 Játékvezető: Szabó Zsolt (magyar) Asszisztensek: Farkas Balázs Kispál Róbert |

| 20. forduló 2012. március 17. 17:00 |

| Lombard Pápa                                    | 1 – 2               | Diósgyőr                                                        |
| ----------------------------------------------- | ------------------- | --------------------------------------------------------------- |
| Lovrencsics 88' Szűcs 26' Tóth 52' Quintero 80' | (0 – 1) Jegyzőkönyv | Luque 27' (11-esből) Tisza 76' Nagy 21' Radoš 90+1' Gohér 90+3' |

| Perutz Stadion, Pápa Nézőszám: 1 800 Játékvezető: Berger József (magyar) |

| 21. forduló 2012. március 24. 17:30 |

| Diósgyőr               | 1 – 0               | Újpest                   |
| ---------------------- | ------------------- | ------------------------ |
| Escribano 76' Vági 24' | (0 – 0) Jegyzőkönyv | Vasiljević 43' Lázár 68' |

| DVTK-stadion, Miskolc Nézőszám: 9 300 Játékvezető: Solymosi Péter (magyar) |

| 22. forduló 2012. március 30. 18:00 |

| BFC Siófok                                       | 1 – 0               | Diósgyőr                    |
| ------------------------------------------------ | ------------------- | --------------------------- |
| Simon 32' Mogyorósi 25' Haraszti 65' Melczer 66' | (1 – 0) Jegyzőkönyv | Luque 21' Nagy 86' Vági 89' |

| Révész Géza utca, Siófok Nézőszám: 1 500 Játékvezető: Farkas Ádám (magyar) |

| 23. forduló 2012. április 7. 18:00 |

| Diósgyőr                   | 1 – 2               | Paksi FC                                  |
| -------------------------- | ------------------- | ----------------------------------------- |
| Seydi 78' Gal 53' Nagy 59' | (0 – 1) Jegyzőkönyv | Éger 30' Hrepka 48' Sipeki 61' Sifter 71' |

| DVTK-stadion, Miskolc Nézőszám: 6 500 Játékvezető: Kassai Viktor (magyar) |

| 24. forduló 2012. április 13. 18:00 |

| Kaposvári Rákóczi                                                   | 3 – 2               | Diósgyőr                          |
| ------------------------------------------------------------------- | ------------------- | --------------------------------- |
| Ndiaye 60' (11-esből) 86' Grumić 90+3' 90+3' Balázs 46' Jánvári 65' | (0 – 1) Jegyzőkönyv | Sekour 32' Tisza 71' 76' Vági 59' |

| Rákóczi Stadion, Kaposvár Nézőszám: 2 500 Játékvezető: Becséri Dániel (magyar) |

| 25. forduló 2012. április 22. 16:45 |

| Győri ETO                                | 2 – 0                         | Diósgyőr                                                 |
| ---------------------------------------- | ----------------------------- | -------------------------------------------------------- |
| Střeštík 54' 42' Ahjupera 88' Pátkai 23' | (0 – 0) Jegyzőkönyv Részletek | Raković 38' Sekour 42′ Gohér 80′ Radoš 87' Frizoni 90+2' |

| ETO Park, Győr Nézőszám: 4 500 Játékvezető: Farkas Ádám (magyar) |

| 26. forduló 2012. április 28. 17:30 |

| Diósgyőr              | 0 – 2               | Debreceni VSC                                                          |
| --------------------- | ------------------- | ---------------------------------------------------------------------- |
| Fernando 26' Nagy 56' | (0 – 0) Jegyzőkönyv | Coulibaly 56' (11-esből) 80' Nagy 18' Nikolov 27' Varga 63' Farkas 69' |

| DVTK-stadion, Miskolc Nézőszám: 7 800 Játékvezető: Szilasi Szabolcs (magyar) |

| 27. forduló 2012. május 4. 18:00 |

| Pécsi MFC                              | 1 – 2               | Diósgyőr                       |
| -------------------------------------- | ------------------- | ------------------------------ |
| Čaušić 10' Šćepanović 32' Frőhlich 41' | (1 – 2) Jegyzőkönyv | Luque 2' Tisza 45' Raković 83' |

| PMFC Stadion, Pécs Nézőszám: 2 500 Játékvezető: Németh Ádám (magyar) |

| 28. forduló 2012. május 13. 18:30 |

| Diósgyőr                                        | 2 – 1               | Budapest Honvéd                                            |
| ----------------------------------------------- | ------------------- | ---------------------------------------------------------- |
| Tisza 24' 48' Raković 7' Frizoni 12' Vági 90+2' | (1 – 1) Jegyzőkönyv | Délczeg 3' Hajdú 24' Vécsei 76' Debreceni 79' Tchami 90+2' |

| DVTK-stadion, Miskolc Nézőszám: 7 400 Játékvezető: Bognár Tamás (magyar) |

| 29. forduló 2012. május 20. 15:00 |

| Haladás                                                 | 2 – 1               | Diósgyőr                       |
| ------------------------------------------------------- | ------------------- | ------------------------------ |
| Nagy 20' Halmosi 89' Rajos 31' Jagodics 71' Kulcsár 90' | (1 – 1) Jegyzőkönyv | Takács 3' Vági 21' Frizoni 53' |

| Rohonci úti stadion, Szombathely Nézőszám: 4 300 Játékvezető: Solymosi Péter (magyar) |

| 30. forduló 2012. május 26. 15:00 |

| Diósgyőr                                    | 3 – 2               | Vasas                                                  |
| ------------------------------------------- | ------------------- | ------------------------------------------------------ |
| Bacsa 3' 17' Tisza 27' Takács 37' Dobos 72' | (3 – 2) Jegyzőkönyv | Dajić 20' Tóth 36' Ferkó 21' Mehmedagić 45' Reidan 80' |

| DVTK-stadion, Miskolc Nézőszám: 6 700 Játékvezető: Andó-Szabó Sándor (magyar) |

### A bajnokság végeredménye
| #   | Csapat            | M  | GY | D  | V  | G+ – G– | GK  | P                                                      | Megjegyzések                                   |
| --- | ----------------- | -- | -- | -- | -- | ------- | --- | ------------------------------------------------------ | ---------------------------------------------- |
| 1.  | Debreceni VSC     | 30 | 22 | 8  | 0  | 64–18   | +46 | 74                                                     | 2012–2013-as Bajnokok Ligája – 2. selejtezőkör |
| 2.  | Videoton          | 30 | 21 | 3  | 6  | 58–19   | +39 | 66                                                     | 2012–2013-as Európa-liga – 2. selejtezőkör     |
| 3.  | Győri ETO         | 30 | 20 | 3  | 7  | 56–31   | +25 | 63 \|style="background-color: #FAFAFA;"\|              |                                                |
| 4.  | Budapest Honvéd   | 30 | 13 | 7  | 10 | 48–40   | +8  | 46                                                     | 2012–2013-as Európa-liga – 1. selejtezőkör     |
| 5.  | Kecskeméti TE     | 30 | 13 | 6  | 11 | 48–38   | +10 | 45 \|rowspan="10" style="background-color: #FAFAFA;"\| |                                                |
| 6.  | Paksi FC          | 30 | 12 | 9  | 9  | 47–51   | −4  | 45                                                     |                                                |
| 7.  | Diósgyőr          | 30 | 13 | 4  | 13 | 42–43   | −1  | 43                                                     |                                                |
| 8.  | Haladás           | 30 | 9  | 11 | 10 | 39–37   | +2  | 38                                                     |                                                |
| 9.  | BFC Siófok        | 30 | 9  | 9  | 12 | 30–41   | −11 | 36                                                     |                                                |
| 10. | Kaposvári Rákóczi | 30 | 7  | 14 | 9  | 35–42   | −7  | 35                                                     |                                                |
| 11. | Ferencváros       | 30 | 9  | 7  | 14 | 31–36   | −5  | 34                                                     |                                                |
| 12. | Pécsi MFC         | 30 | 8  | 10 | 12 | 36–50   | −14 | 34                                                     |                                                |
| 13. | Újpest            | 30 | 8  | 8  | 14 | 34–46   | −12 | 32                                                     |                                                |
| 14. | Lombard Pápa      | 30 | 8  | 6  | 16 | 26–40   | −14 | 30                                                     |                                                |
| 15. | Vasas             | 30 | 5  | 9  | 16 | 29–51   | −22 | 22                                                     | NB II                                          |
| 16. | Zalaegerszegi TE  | 30 | 1  | 10 | 19 | 25–65   | −40 | 13                                                     | NB II                                          |

Forrás: MLSZ adatbank 
A rangsorolás alapszabályai: 1. összpontszám, 2. győzelmek száma, 3. gólkülönbség, 4. szerzett gólok száma, 5. egymás elleni eredmények összpontszáma,  6. egymás elleni eredmények gólkülönbsége, 7. egymás elleni eredmények szerzett góljainak száma, 8. egymás elleni eredmények idegenben szerzett góljainak száma.
A Vasastól két pontot levontak.
(B): Bajnokcsapat, (K): Kieső csapat, (F): Feljutó csapat, (I): Kupainduló, (R): A rájátszás győztese, (KGY): Kupagyőztes

Jegyzet
- A Győri ETO FC-t az UEFA kizárta, ezért a negyedik helyezett csapat indulhatott a 2012–2013-as Európa-ligában.[24]

#### Eredmények összesítése
Az alábbi táblázatban összesítve szerepelnek a Diósgyőri VTK 2011/12-es bajnokságban elért eredményei.
| Ősz/tavasz (forduló)    | Otthon | Otthon | Otthon | Otthon | Otthon | Otthon | Otthon | Idegenben | Idegenben | Idegenben | Idegenben | Idegenben | Idegenben | Idegenben |
| Ősz/tavasz (forduló)    | M      | GY     | D      | V      | LG–KG  | GK     | P      | M         | GY        | D         | V         | LG–KG     | GK        | P         |
| ----------------------- | ------ | ------ | ------ | ------ | ------ | ------ | ------ | --------- | --------- | --------- | --------- | --------- | --------- | --------- |
| Őszi szezon (1–17.)     | 9      | 7      | 0      | 2      | 20–8   | +12    | 21     | 8         | 1         | 4         | 3         | 8–15      | –7        | 7         |
| Tavaszi szezon (18–30.) | 6      | 3      | 0      | 3      | 7–9    | –2     | 9      | 7         | 2         | 0         | 5         | 7–11      | –4        | 6         |
| Összesen (1–30.)        | 15     | 10     | 0      | 5      | 27–17  | +10    | 30     | 15        | 3         | 4         | 8         | 15–26     | –11       | 13        |

#### Helyezések fordulónként
| Forduló  | 1  | 2 | 3 | 4 | 5  | 6 | 7  | 8 | 9  | 10 | 11 | 12 | 13 | 14 | 15 | 16 | 17 | 18 | 19 | 20 | 21 | 22 | 23 | 24 | 25 | 26 | 27 | 28 | 29 | 30 |
| -------- | -- | - | - | - | -- | - | -- | - | -- | -- | -- | -- | -- | -- | -- | -- | -- | -- | -- | -- | -- | -- | -- | -- | -- | -- | -- | -- | -- | -- |
| Helyszín | O  | I | O | I | O  | I | O  | I | O  | O  | I  | O  | I  | O  | I  | I  | O  | I  | O  | I  | O  | I  | O  | I  | I  | O  | I  | O  | I  | O  |
| Eredmény | GY | D | V | V | GY | D | GY | D | GY | GY | V  | GY | V  | GY | GY | D  | V  | V  | V  | GY | GY | V  | V  | V  | V  | V  | GY | GY | V  | GY |
| Helyezés | 2  | 6 | 7 | 9 | 9  | 8 | 6  | 8 | 5  | 4  | 6  | 3  | 5  | 4  | 3  | 5  | 5  | 7  | 7  | 6  | 5  | 5  | 6  | 6  | 7  | 7  | 7  | 7  | 7  | 7  |

Helyszín: O = Otthon; I = Idegenben. Eredmény: GY = Győzelem; D = Döntetlen; V = Vereség.

## Magyar labdarúgókupa
| 3. forduló 2011. szeptember 21. 15:30 |

| Egri FC                          | 0 – 0               | Diósgyőr   |
| -------------------------------- | ------------------- | ---------- |
| Bojtor 11' Benke 72' Horváth 90' | (0 – 0) Jegyzőkönyv | Lippai 33' |

| Nézőszám: 1 000 Játékvezető: Böcskei Balázs (magyar) |

- Büntetőkkel a Diósgyőr jutott tovább (2 – 4).

| 4. forduló 2011. október 25. 14:00 |

| BKV Előre                                      | 1 – 4               | Diósgyőr                                           |
| ---------------------------------------------- | ------------------- | -------------------------------------------------- |
| Baranyai 84' 66' Máj 22' Fazakas 34' Dányi 43' | (0 – 2) Jegyzőkönyv | Carreño 25' 89' Pál 34' Raković 72' Abdouraman 83' |

| Sport utcai stadion, Budapest Nézőszám: 200 Játékvezető: Pánczél Krisztián (magyar) |

| 5. forduló Első mérkőzés 2011. november 30. 18:00 |

| Diósgyőr                      | 1 – 1               | Győri ETO                                          |
| ----------------------------- | ------------------- | -------------------------------------------------- |
| Lippai 34' Vadász 62' Gal 67' | (1 – 1) Jegyzőkönyv | Ahjupera 36' Koltai 9' Trajković 22' Windecker 80' |

| DVTK-stadion, Miskolc Nézőszám: 5 000 Játékvezető: Andó-Szabó Sándor (magyar) |

| 5. forduló Visszavágó 2011. december 3. 15:00 |

| Győri ETO                                           | 4 – 1               | Diósgyőr  |
| --------------------------------------------------- | ------------------- | --------- |
| Dudás 14' 36' Fehér 32' Trajković 38' Windecker 36' | (4 – 0) Jegyzőkönyv | Tisza 62' |

| ETO Park, Győr Nézőszám: 1 500 Játékvezető: Kassai Viktor (magyar) |

## Magyar labdarúgó-ligakupa
| 1. forduló 2011. augusztus 31. 17:00 |

| Debreceni VSC                      | 2 – 1               | Diósgyőr                 |
| ---------------------------------- | ------------------- | ------------------------ |
| Bouadla 43' Alisić 58' Bernáth 40' | (1 – 0) Jegyzőkönyv | Máté 73' (öngól) Gal 31' |

| Oláh Gábor utcai stadion, Debrecen Nézőszám: 1 200 Játékvezető: Karakó Ferenc (magyar) |

| 2. forduló 2011. szeptember 7. 18:00 |

| Diósgyőr                                                     | 4 – 0               | Mezőkövesd-Zsóry  |
| ------------------------------------------------------------ | ------------------- | ----------------- |
| Luque 22' Vadász 28' 75' Arze 35' Budovinszky 58' Lippai 51' | (3 – 0) Jegyzőkönyv | Zováth 58' Ur 77' |

| DVTK-stadion, Miskolc Nézőszám: 3 400 Játékvezető: Szabó Zsolt (magyar) |

| 3. forduló 2011. október 6. 18:00 |

| Diósgyőr                                                   | 3 – 0   | Vasas                |
| ---------------------------------------------------------- | ------- | -------------------- |
| Tisza 59' Budovinszky 71' Menougong 89' Takács 16' Gal 37' | (0 – 0) | Katona 19' Jokić 39' |

| DVTK-stadion, Miskolc Nézőszám: 2 500 Játékvezető: Becséri Dániel (magyar) |

| 4. forduló 2011. október 12. 14:00 |

| Vasas                  | 1 – 1               | Diósgyőr                                 |
| ---------------------- | ------------------- | ---------------------------------------- |
| Beliczky 12' Soare 55' | (1 – 1) Jegyzőkönyv | Seydi 40' 71' Arze 32' Gohér 39' Gal 86' |

| Illovszky Rudolf Stadion, Budapest Nézőszám: 200 Játékvezető: Pánczél Krisztián (magyar) |

| 5. forduló 2011. november 9. 13:30 |

| Mezőkövesd-Zsóry                             | 1 – 3               | Diósgyőr                                                    |
| -------------------------------------------- | ------------------- | ----------------------------------------------------------- |
| Palásthy 78' Bagi 15' Irhás 44' Enescu 90+1' | (0 – 1) Jegyzőkönyv | Luque 45' Seydi 52' Pál 90' Takács 13' Halgas 49' Tisza 72' |

| Városi stadion (Mezőkövesd), Mezőkövesd Nézőszám: 500 Játékvezető: Berényi Tamás (magyar) |

| 6. forduló 2011. november 16. 16:30 |

| Diósgyőr    | 0 – 1               | Debreceni VSC                        |
| ----------- | ------------------- | ------------------------------------ |
| Raković 86' | (0 – 1) Jegyzőkönyv | Alisić 40' Ramos 21' Spitzmüller 71' |

| DVTK-stadion, Miskolc Nézőszám: 1 500 Játékvezető: Németh Ádám (magyar) |

### Végeredmény
| Csapat           | M | Gy | D | V | G+ | G– | Gk  | P  |
| ---------------- | - | -- | - | - | -- | -- | --- | -- |
| Debreceni VSC    | 6 | 5  | 1 | 0 | 18 | 8  | +10 | 16 |
| Diósgyőr         | 6 | 3  | 1 | 2 | 12 | 5  | +7  | 10 |
| Mezőkövesd-Zsóry | 6 | 1  | 1 | 4 | 7  | 18 | –11 | 4  |
| Vasas            | 6 | 0  | 3 | 3 | 12 | 18 | –6  | 3  |

### Negyeddöntő
| 2012. február 22. 18:00 |

| Diósgyőr | 0 – 2               | Videoton                                                       |
| -------- | ------------------- | -------------------------------------------------------------- |
| Nagy 34' | (0 – 1) Jegyzőkönyv | Torghelle 25' Nikolics 90+2' Vinícius 36' Caneira 72' Tóth 80' |

| DVTK-stadion, Miskolc Nézőszám: 4 000 Játékvezető: Iványi Zoltán (magyar) |

| 2012. március 7. 16:00 |

| Videoton                 | 2 – 0               | Diósgyőr                                      |
| ------------------------ | ------------------- | --------------------------------------------- |
| Brandão 31' Mitrović 53' | (1 – 0) Jegyzőkönyv | Hornyák 13' Gohér 41' Vadász 52′ Eperjesi 66' |

| Sóstói Stadion, Székesfehérvár Nézőszám: 2 000 Játékvezető: Berke Balázs (magyar) |

## Lásd még
- 2011–2012 a magyar labdarúgásban

## Játékosmozgás 2011 nyarán
| Érkezett: - Giák Tamás (Bőcs KSC, kölcsönből vissza) - Farkas Balázs (Agnayenisis) - Fransisco Gallardo (SD Huesca) - L´Imam Seydi (FK Bodva) - Enrique Carreno (Académica Coimbra) - Takács Péter (Lombard Pápa FC, kölcsönbe) - Tisza Tibor (csapat nélkül, előtte Újpest FC) | Távozott: - Polényi Gábor (Vasas SC, kölcsön után végleg) - Tajti Norbert (Mezőkövesd, kölcsönből vissza) - Granát Balázs - Faggyas Milán |

## Játékosmozgás 2011/12 telén
| Érkezett: - Fernando (Málaga CF) - Youssef Sekour (Lierse) - Vági András (Aarau) - Bernardo Frizoni (FK Bodva) | Távozott: - Enrique Carreno (Real Zaragoza-B) - Pál Szabolcs (BFC Siófok, kölcsönbe) - Illés Richárd (Kazincbarcika SC, kölcsönbe) - Szabó Péter (Kazincbarcika SC, kölcsönbe) - Lippai Ákos - Farkas Balázs |